# Cá anh vũ
Cá anh vũ lớn (danh pháp hai phần: Semilabeo notabilis) là một loài cá thuộc họ Cá chép (Cyprinidae). Ở Việt Nam, chúng được xem là loài cá quý với danh hiệu cá tiến vua.

## Đặc điểm
Cá có thân dày, thuôn dần về phía đuôi, không có râu. Thân cá có màu xám tro, bụng màu vàng nhạt. Miệng phía dưới, rạch ngang, có môi dưới rộng hình tam giác, với nhiều gai thịt tròn nổi. Cá anh vũ có kích thước trung bình, chiều dài toàn thân từ 31–67 cm, trọng lượng có thể lên đến 5 kg. Vây ngực (14 tia vây), vây bụng (8-9 tia vây), vây hậu môn (5 tia vây) có màu xám pha vàng. Vây lưng (8 tia vây), vây đuôi (?) có màu xám. Thành thục sinh dục sau 1-2 năm tuổi, mùa đẻ vào tháng 2-4, nhưng có tài liệu cho là từ tháng 10 năm trước tới tháng 3 năm sau. Thức ăn của cá anh vũ chủ yếu là tảo lục, tảo khuê và các loại động vật không xương sống nhỏ sống dưới nước bằng cách dùng môi cạo thức ăn bám trên đá.

## Môi trường sống
Nơi sinh sống của cá anh vũ là khu vực thượng lưu hệ thống sông Hồng, sông Kỳ Cùng và sông Lam (các tỉnh Yên Bái, Phú Thọ, Hòa Bình, Lạng Sơn, Nghệ An) và tại Trung Quốc trong lưu vực sông Kim Sa (các tỉnh Tứ Xuyên, Vân Nam) cũng như sông Châu Giang (các tỉnh Quảng Đông, Quảng Tây); chủ yếu tại các vực sâu nước chảy, đáy có đá. Ổ đẻ ở các hang đá của đáy sông.

## Sử dụng
Cá anh vũ được xem là một loài cá quý và thường được làm cá tiến vua trong thời kỳ phong kiến ở Việt Nam và thuộc nhóm "Ngũ quý hà thủy". Huyền sử người Việt cổ truyền lại rằng, cá Anh Vũ có ở Việt Nam từ hai ngàn năm trước Công nguyên, được một người dân dâng lên Vua Hùng. Vua Hùng ban tên Anh Vũ, phong là "Văn Lang đệ nhất ngư" và ra chiếu dụ yêu cầu dân chúng nếu bắt được loài cá này phải dâng triều đình.